# Ingrid Andersen
Ingrid Andersen (nacida en 1965) es una poetisa sudafricana.

## Biografía
Andersen vivió en Johannesburgo la mayor parte de su vida, trabajó en Grahamstown, en la Provincia Oriental del Cabo, durante cinco años y fue realojada en KwaZulu-Natal en 2007. 
Su primera colección de poesía, Excision, fue lanzada en el National Arts Festival en 2005. 
En los últimos quince años sus poemas han aparecido en las revistas de literatura sudafricanas, entre las que se citan Imprint, Green Dragon, Aerial, Slugnews, Carapace y New Coin. Presentó sus trabajos en las ediciones del WordFest de 2004 y 2005, así como en el Festival de Hilton Arts de 2009. Piecework, su segunda colección de poesía, será publicada por Modjaji Books en 2010.
Ingrid es la editora de Incwadi, revista sudafricana de poesía y fotografía.